# NGC 2718
NGC 2718 este o galaxie activă situată în constelația Hidra. A fost descoperită în 1786 de către William Herschel. Se află la o distanță de 57,03 de megaparseci de Pământ.